# Generaldirektion Finanzstabilität, Finanzdienstleistungen und Kapitalmarktunion
Die Generaldirektion Finanzstabilität, Finanzdienstleistungen und Kapitalmarktunion (FISMA) ist eine Generaldirektion der Europäischen Kommission. Sie ist der Kommissarin für Finanzdienstleistungen, Finanzstabilität und die Kapitalmarktunion – Stand September 2024 Mairead McGuinness – zugeordnet. Leiter der Generaldirektion ist John Berrigan.

## Direktionen
Die Generaldirektion ist in Brüssel angesiedelt und gliedert sich in fünf Direktionen:
- Direktion A: Allgemeine Angelegenheiten
- Direktion B: Horizontale Angelegenheiten
- Direktion C: Finanzmärkte
- Direktion D: Bank und Versicherung
- Direktion E: Finanzaufsicht und Krisenmanagement